# 주자동천
주자동천(鑄字洞川)은 남산에서 발원해 청계천으로 흘러들던 하천이다. 준천사실에는 주자동하류(鑄字洞下流)로, 한경지략에는 주자동천수(鑄字洞川水)로, 동국여지비고에는 주자동(鑄字洞)으로 되어 있다. 지금은 복개되어 없다.

## 과거의 다리
조선 시대의 주자동천의 다리 목록이다.
- 주자교(鑄字橋) : 주자동 5번지에 있었으며, 주자소 앞에 위치하였기 때문에 이러한 이름이 붙었다.[2] 주자동교(鑄字洞橋), 주잣골다리라고도 불렸다.[2]
- 부동교(部洞橋) : 을지로3가 295번지에 있었으며, 오부 가운데 남부(南部)의 관청이 소재하였던 부동(部洞)에 위치하였기 때문에 이러한 이름이 붙었다.[2]